# Szintetizátor-varázs
Mihály Tamás szólólemeze. A lemezen komolyzenei dalok vannak szintetizátoron játszva.
1. Szerelmi álmok
2. Esz-dur zongoraverseny
3. Les Préludes
4. Tannhauser (nyitány)
5. A Walkűrök lovaglása
6. Tűzvarázs

## Közreműködők
- Debreceni Ferenc	-	dobok, ütőhangszerek
- Horváth Kornél  	-	ütőhangszerek
- Kóbor János	        -	szintetizátor
- Lerch István	    -	zongora
- Szalay András	    -	szintetizátor